# Давид Хіменес
Давид Алехандро Хіменес Родрігес (ісп. David Alejandro Jiménez Rodriguez, 15 квітня 1992, Картаго, провінція Картаго) — костариканський професійний боксер, призер Панамериканських ігор і Ігор Центральної Америки і Карибського басейну та чемпіонату світу серед аматорів.

## Аматорська кар'єра
2010 року Давид Хіменес завоював бронзову медаль у категорії до 49 кг на Іграх Центральної Америки і Карибського басейну.
На чемпіонаті світу 2013 завоював бронзову медаль.
- В 1/32 фіналу переміг Корюна Согомоняна (Вірменія) — 2-1
- В 1/16 фіналу переміг Джека Бейтсона (Англія) — 2-1
- В 1/8 фіналу пройшов Сергія Неймана (Німеччина) — WO
- У чвертьфіналі переміг Кім Ін Куй (Південна Корея) — 2-0
- У півфіналі програв Мохамеду Фліссі (Алжир) — 0-3

На Іграх Центральної Америки і Карибського басейну 2014 програв у першому бою, після чого перейшов до наступної категорії. На Панамериканських іграх 2015 завоював бронзову медаль. На чемпіонаті світу 2015 переміг Нандора Чока (Угорщина) і Хосе де ла Ніеве (Іспанія), а у чвертьфіналі програв Мохамеду Фліссі (Алжир).
На чемпіонаті світу 2017 програв у першому бою Таміру Галанову (Росія).

## Професіональна кар'єра
Дебютував на профірингу 16 лютого 2018 року. Впродовж 2018-2022 років провів 12 переможних боїв. 16 липня 2022 року в бою проти Рікардо Сандовала (США) рішенням більшості суддів завоював звання обов'язкового претендента на титул чемпіона світу за версією WBA у найлегшій вазі. 28 січня 2023 року програв одностайним рішенням суддів чемпіону WBA Артему Далакяну (Україна).
Після поразки від Далакяна до середини 2025 року здобув п'ять перемог поспіль, завоювавши 20 квітня 2024 року титул «тимчасового» чемпіона WBA у другій найлегшій вазі.